# Terremoto de Long Beach em 1933

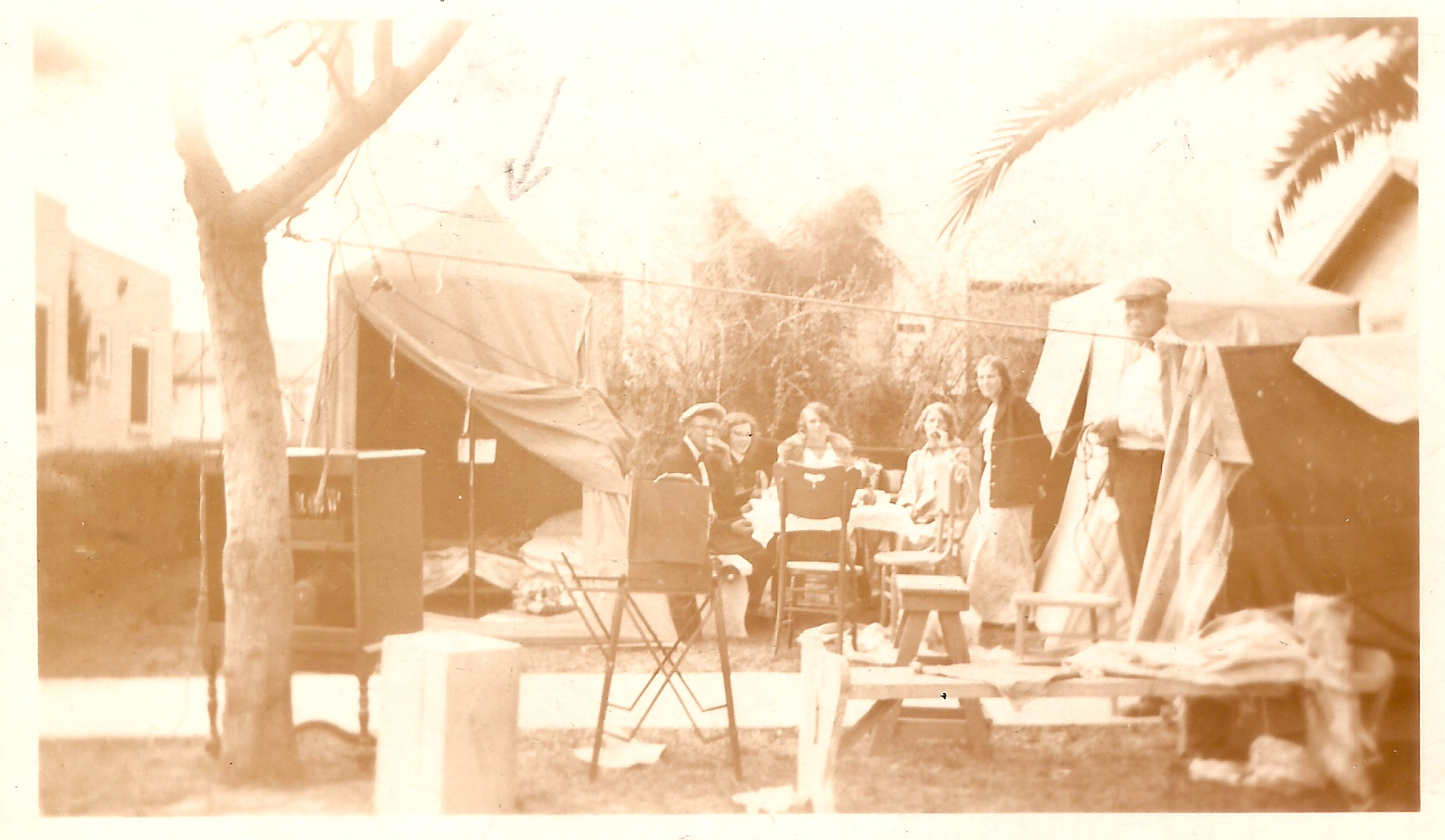
Acampando em Southgate, Califórnia, após um terremoto em 10 de março de 1933

O terremoto de Long Beach de 1933 ocorreu em 10 de março em 5:54 P.M. PST ao sul do centro de Los Angeles. O epicentro foi offshore, a sudeste de Long Beach, Califórnia, na falha Newport-Inglewood.
O terremoto teve magnitude estimada em 6,4 Mw, e uma intensidade máxima de Mercalli de VIII (Grave). Os danos aos edifícios foram generalizados em todo o sul da Califórnia. Resultou em 115 a 120 mortes e um valor estimado de 40 milhões de dólares em danos materiais, equivalente a 941 milhões de dólares em 2023. A maioria das mortes resultou de pessoas que correram para fora dos edifícios, expondo-se aos destroços que caíam.

## Dano

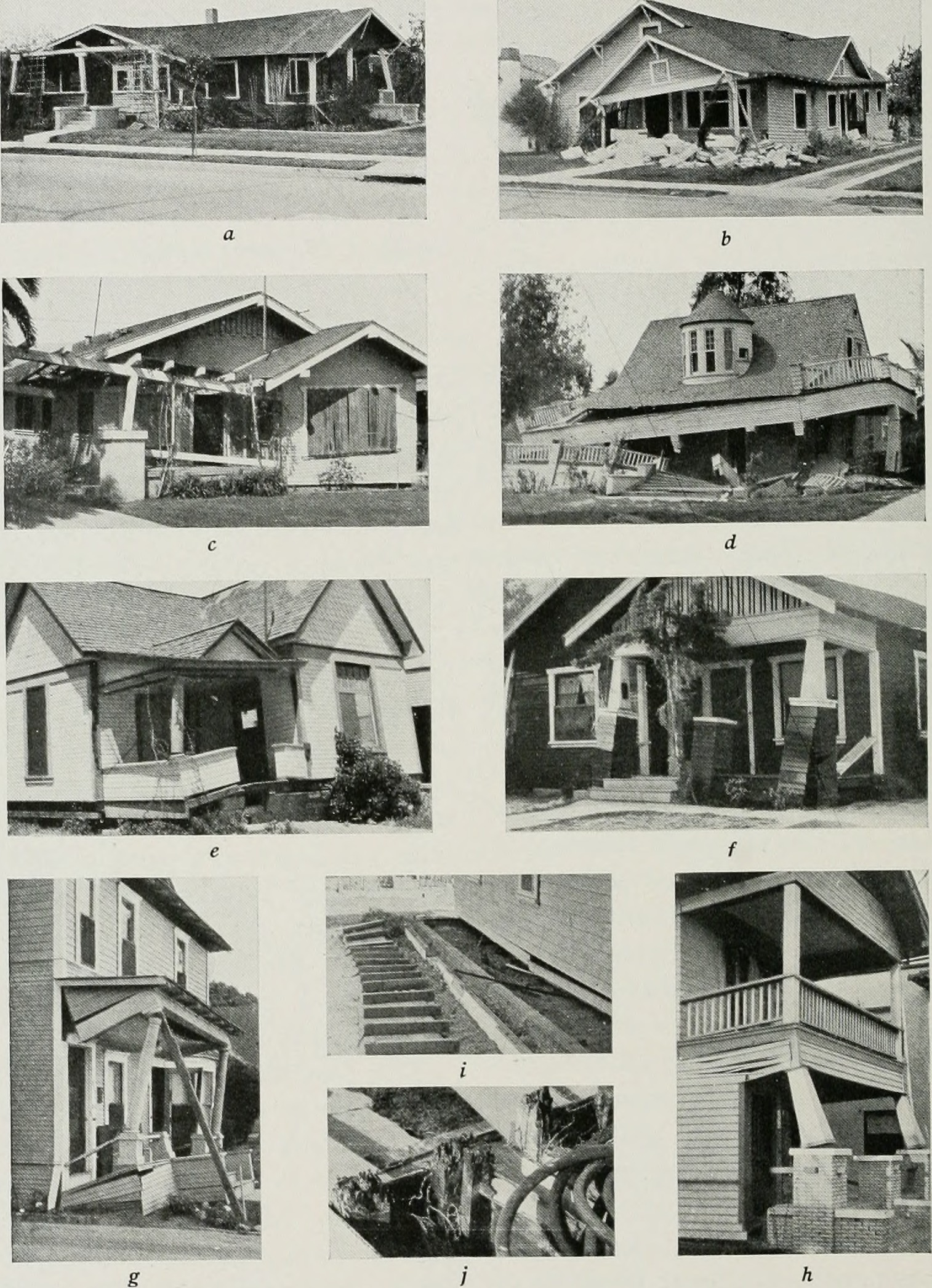
Prédios danificados em Long Beach

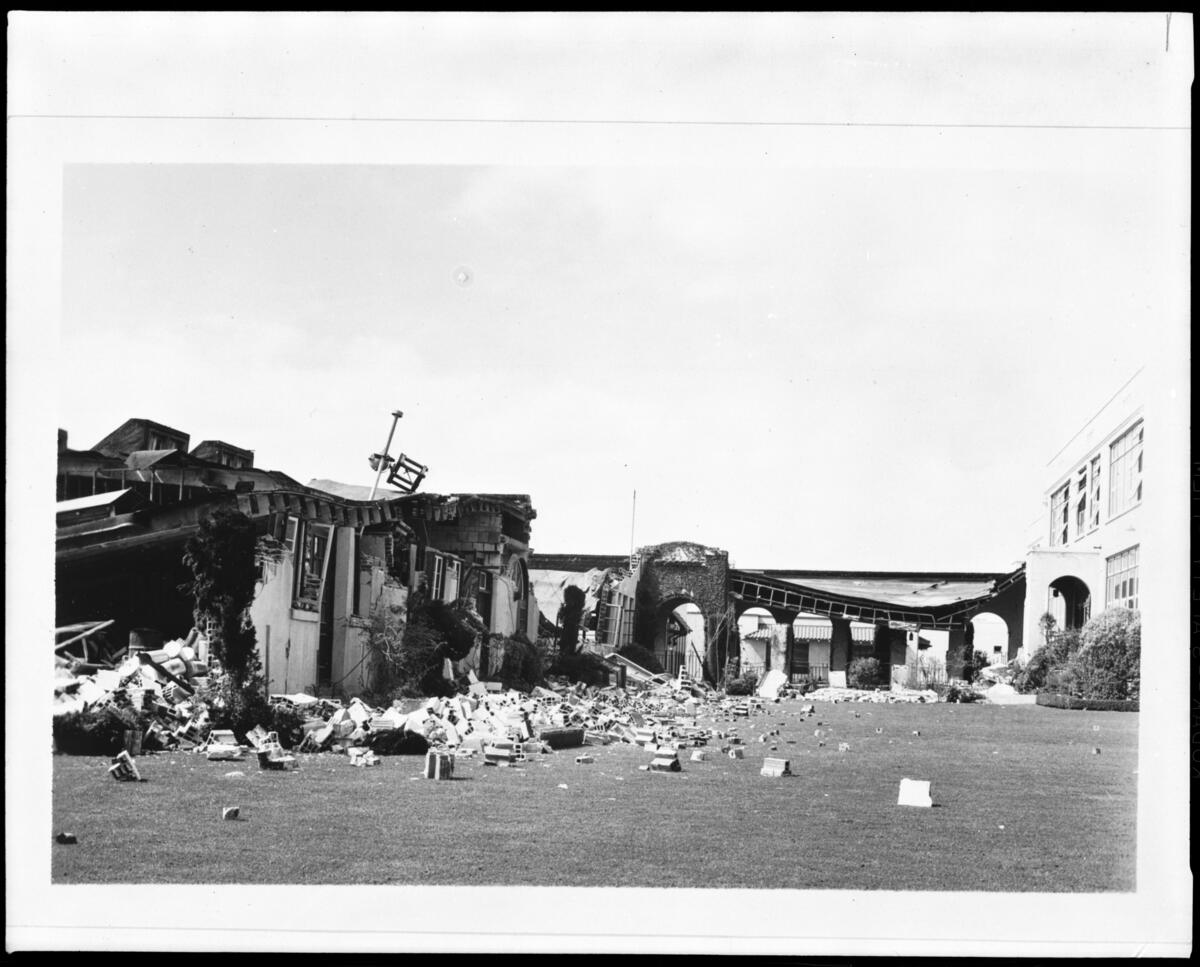
Escola Secundária Compton Union

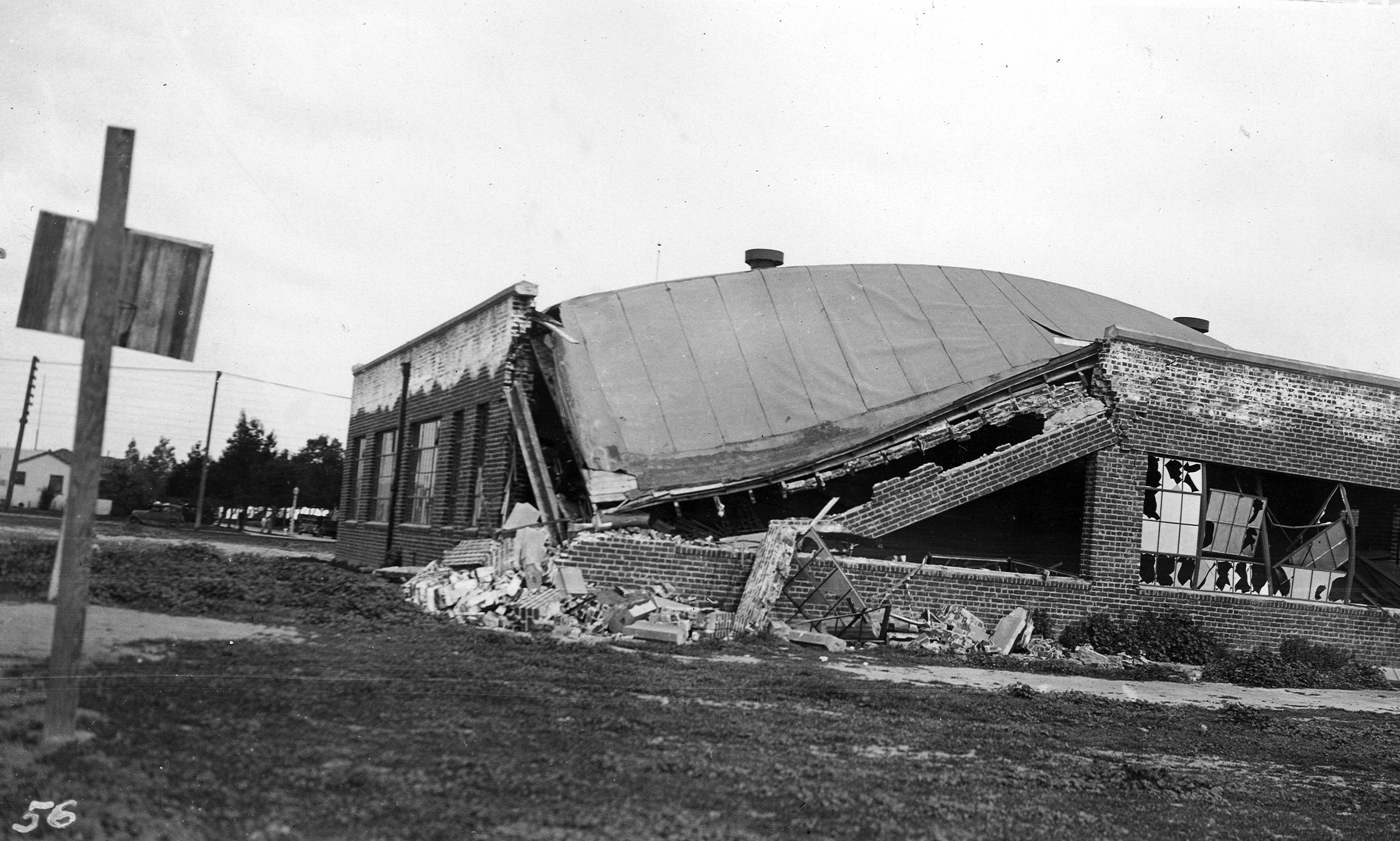
Escola secundária Compton Junior

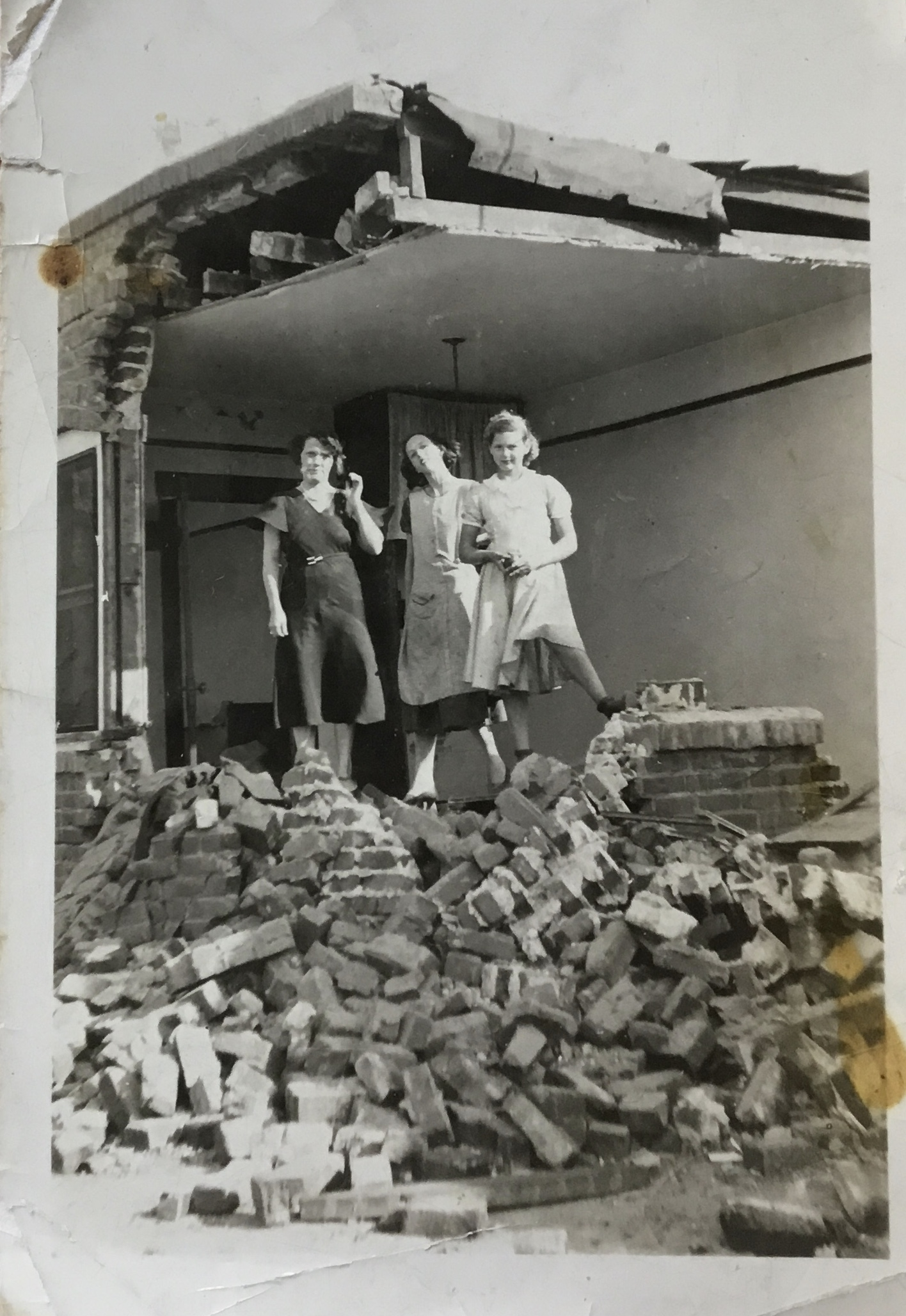
Danos em prédio em Long Beach

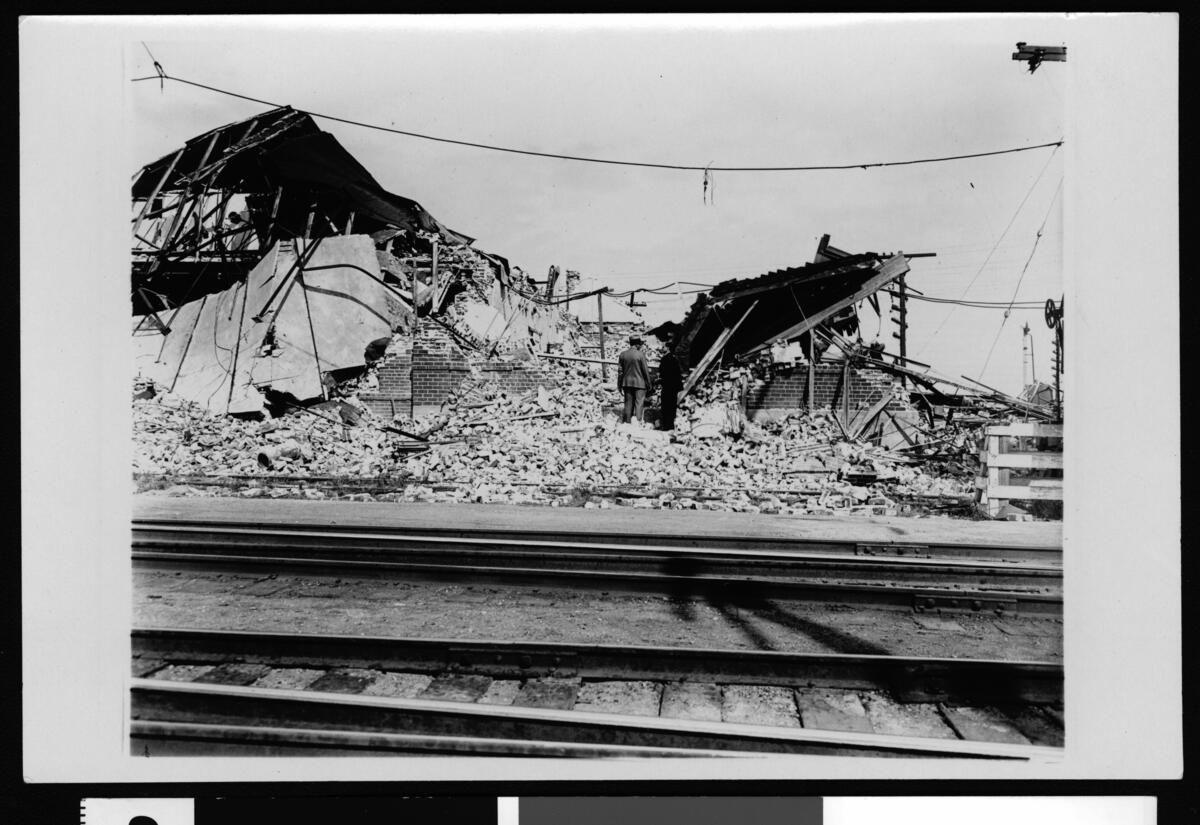
Prédio destruído em Huntington Park

Grandes danos ocorreram na cidade densamente povoada de Long Beach, na costa sul do Condado de Los Angeles. No entanto, os danos também foram encontrados na área industrial ao sul do centro de Los Angeles. Estima-se que uma área de 75.000 mi2 foi impactada, sendo sentida até o Vale de San Joaquin, Vale de Owens e o norte da Baixa Califórnia.
A magnitude do terremoto é considerada média, mas uma quantidade significativa de danos ocorreu devido às condições geológicas desfavoráveis (aterro, aluvião encharcado) combinadas com edifícios mal construídos. Em Long Beach, prédios desabaram, tanques de água atravessaram telhados e casas foram arrancadas de suas fundações. Os edifícios escolares estavam entre as estruturas que sofreram os danos mais graves. Em segundos, 120 escolas na área de Long Beach foram danificadas, 70 das quais foram destruídas. Foi reconhecido que as paredes de alvenaria não reforçadas eram a razão pela qual os edifícios escolares sofriam tantos danos.
Em 20 de março de 2008, um artigo do Los Angeles Times declarou que "o terremoto de 1933 mudou a paisagem, levando a melhores padrões de construção escolar e a uma maior conscientização sobre os riscos de terremotos". Entre outros edifícios, a Estação La Grande, o principal terminal de Los Angeles da Atchison, Topeka and Santa Fe Railway, foi fortemente danificada.

## Consequências
O terremoto destacou a necessidade de projetos resistentes a terremotos para estruturas na Califórnia. Mais de 230 prédios escolares foram destruídos, sofreram grandes danos ou foram considerados inseguros para ocupação. O número de vítimas teria sido muito maior se o terremoto tivesse ocorrido algumas horas antes, durante o período escolar. Como essas escolas eram consideradas inseguras, os alunos compareciam às aulas em tendas. Grandes somas de dinheiro foram necessárias para modernizar estes edifícios escolares danificados.
Apenas 30 dias após o terremoto, o governador James Rolph Jr. assinou o Field Act para regular o planejamento, o projeto e a construção de edifícios escolares públicos. A Lei Field determinou que os projetos de construção fossem baseados em padrões de construção de alto nível adotados pelo estado e aplicados por meio de revisão e inspeção de planos independentes. Os planos e especificações devem ser preparados por projetistas competentes e qualificados por meio de registro estadual.
Um grupo de cientistas, arquitetos e construtores locais formou um Comitê Técnico Conjunto sobre Proteção contra Terremotos para propor maneiras de minimizar a perda de vidas e propriedades em futuros terremotos. O comitê foi presidido pelo físico da CalTech, Robert Millikan, e incluiu os arquitetos John C. Austin e Sumner Hunt. Em junho de 1933, eles divulgaram seu relatório, que defendia códigos de construção mais rigorosos.
O Bureau of Public Roads também tomou medidas para reconstruir estradas, rodovias e pontes. A economia de Long Beach conseguiu retornar ao normal rapidamente devido ao crescimento da indústria aeronáutica. Para apoiar os esforços da Segunda Guerra Mundial, Long Beach criou estaleiros navais e aumentou o número de aeronaves produzidas. Isso ajudou diretamente Long Beach a reparar e estabilizar a economia após o desastre.
Este terremoto levou o governo federal a desempenhar um papel ativo no socorro ao desastre. O governo criou a Reconstruction Finance Corporation, fornecendo empréstimos para reconstrução de edifícios que foram afetados durante o desastre natural.
Os danos à Estação La Grande levaram indiretamente à construção da Estação Union de Los Angeles, que foi construída sobre o que era naquela época a Chinatown de Los Angeles.

## Causa

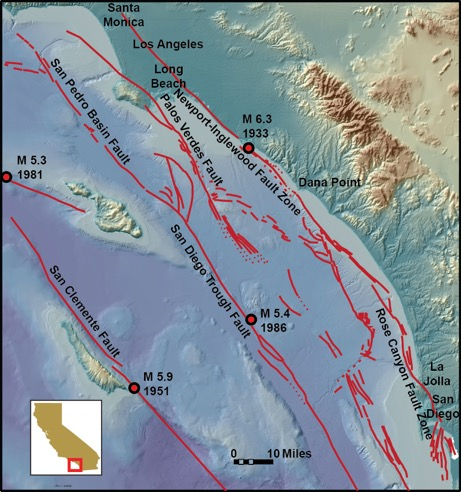
O epicentro e sua localização relativa às falhas offshore

Um comunicado de imprensa de 2016 do Serviço Geológico dos Estados Unidos indica que a pesquisa mostra que o terremoto de Long Beach de 1933 pode ter sido causado pelo homem, pela extração de petróleo e gás sob a cidade. Estudos posteriores indicam que vários, se não a maioria dos terramotos ocorridos durante os anos de pico do boom petrolífero de Los Angeles foram provavelmente causados por tensões tectónicas induzidas por métodos utilizados na época, que não substituíram os milhões de barris de petróleo removidos por outros líquidos. Um estudo feito pelo USGS sugere que a perfuração na área de Huntington Beach causou o terremoto de 1933. Este estudo foi feito por dois cientistas que estudaram os primeiros registros de perfuração de petróleo no estado. Terremotos provocados pelo homem ainda são um problema, especialmente em Oklahoma e Texas. Estudos recentes têm demonstrado que a injeção de águas residuais no solo aumenta a ocorrência de sismos.
A falha Newport-Inglewood, a fonte do terremoto de 1933, é uma falha de deslizamento lateral direita com tendência noroeste-sudeste e paralela a outras grandes falhas laterais direitas na Califórnia. A falha se estende por cerca de 74 quilômetros da costa, de Culver City a Newport Beach, onde deságua no Oceano Pacífico. Espera-se que esta falha produza um terremoto de magnitude 7,4.

## Aparições em documentários e cultura popular
- Headline Shooter – filmagens de noticiários
- Terremoto! Seu efeito em Long Beach e Compton, Califórnia por Guy D. Haselton[17][18][19]
- Quando a Terra Tremeu – Pathé News[20]
- O terremoto do sul da Califórnia[21]

O terremoto desempenha um papel significativo no romance O Último Magnata (1941), de F. Scott Fitzgerald. Durante a perturbação causada pelo terremoto, o herói, Monroe Stahr, conhece Kathleen Moore, por quem se apaixona.
O terremoto também está incluído em Ask the Dust (1939), de John Fante, e a cena do terremoto no romance é tema de uma instalação de arte pública na Pershing Square chamada "Hey Day", de Barbara McCarren.

## Galeria

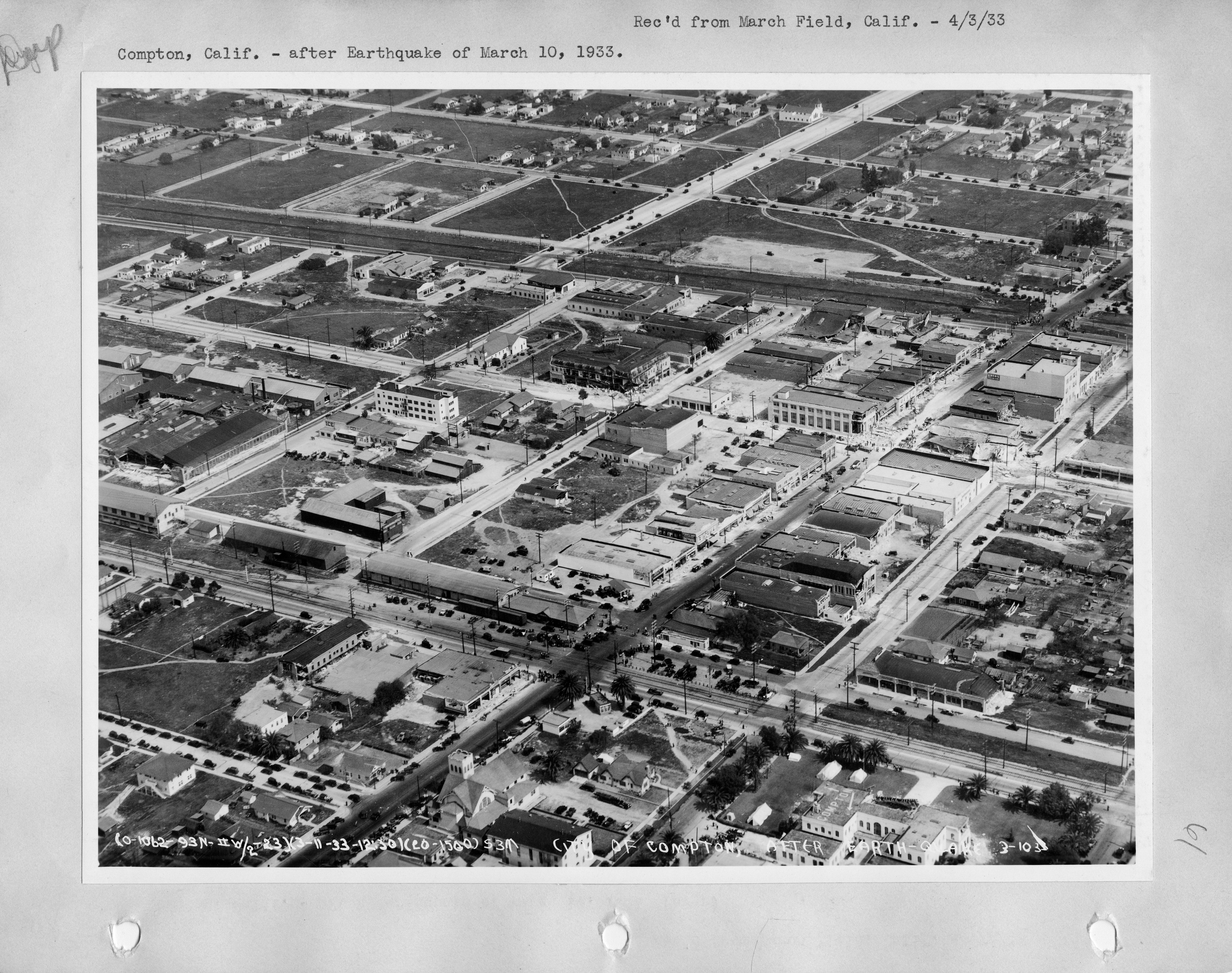
Compton
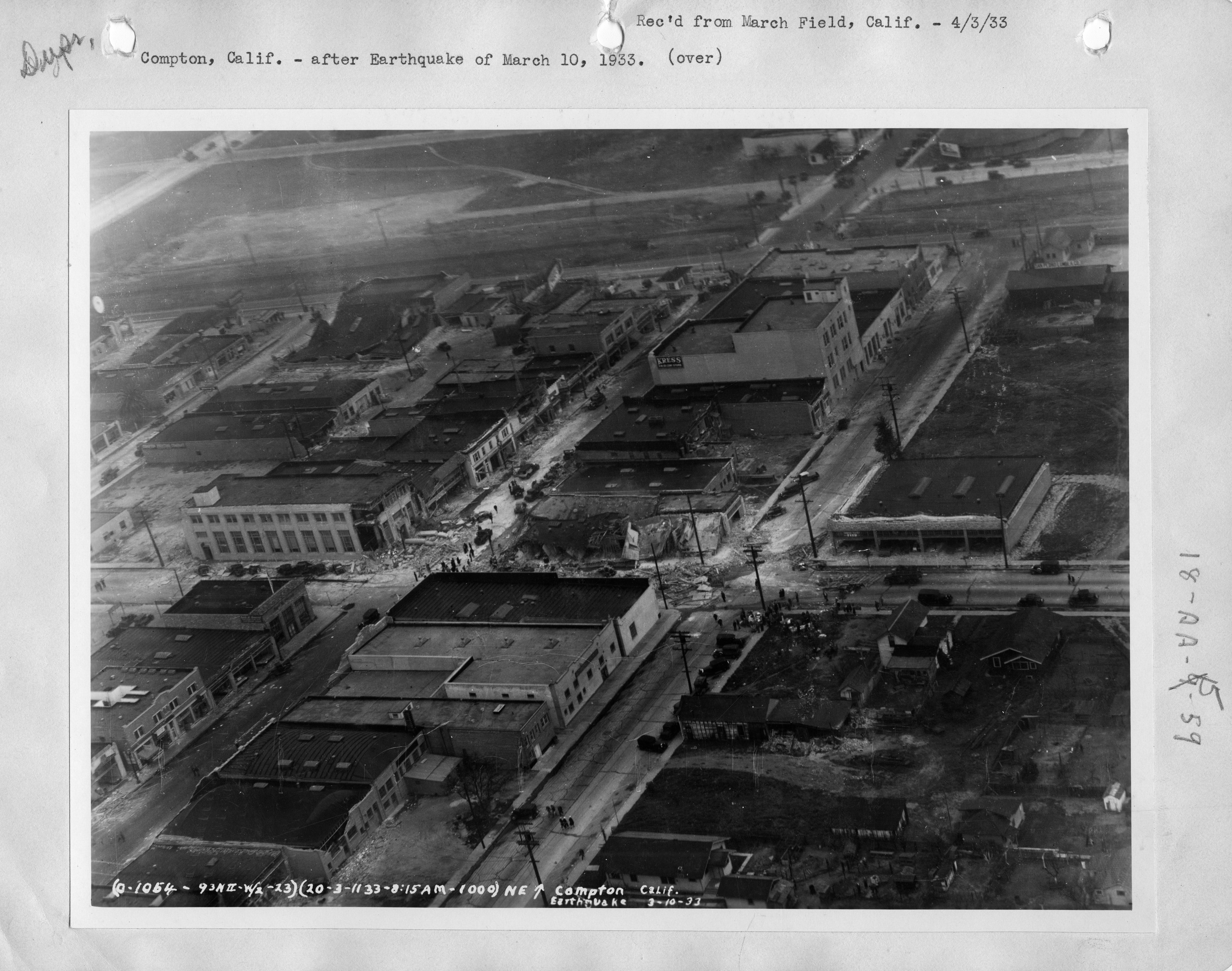
Compton
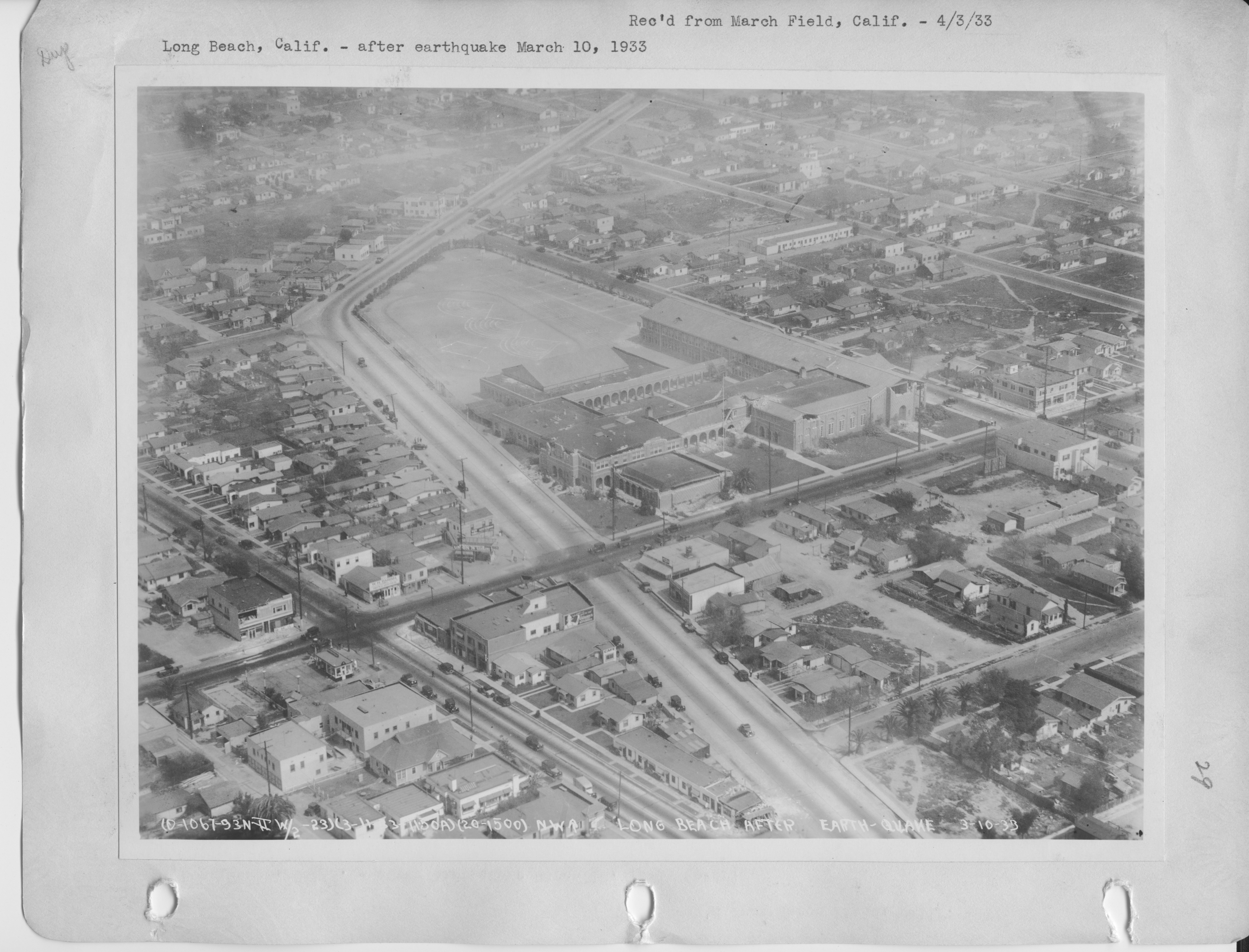
Long Beach
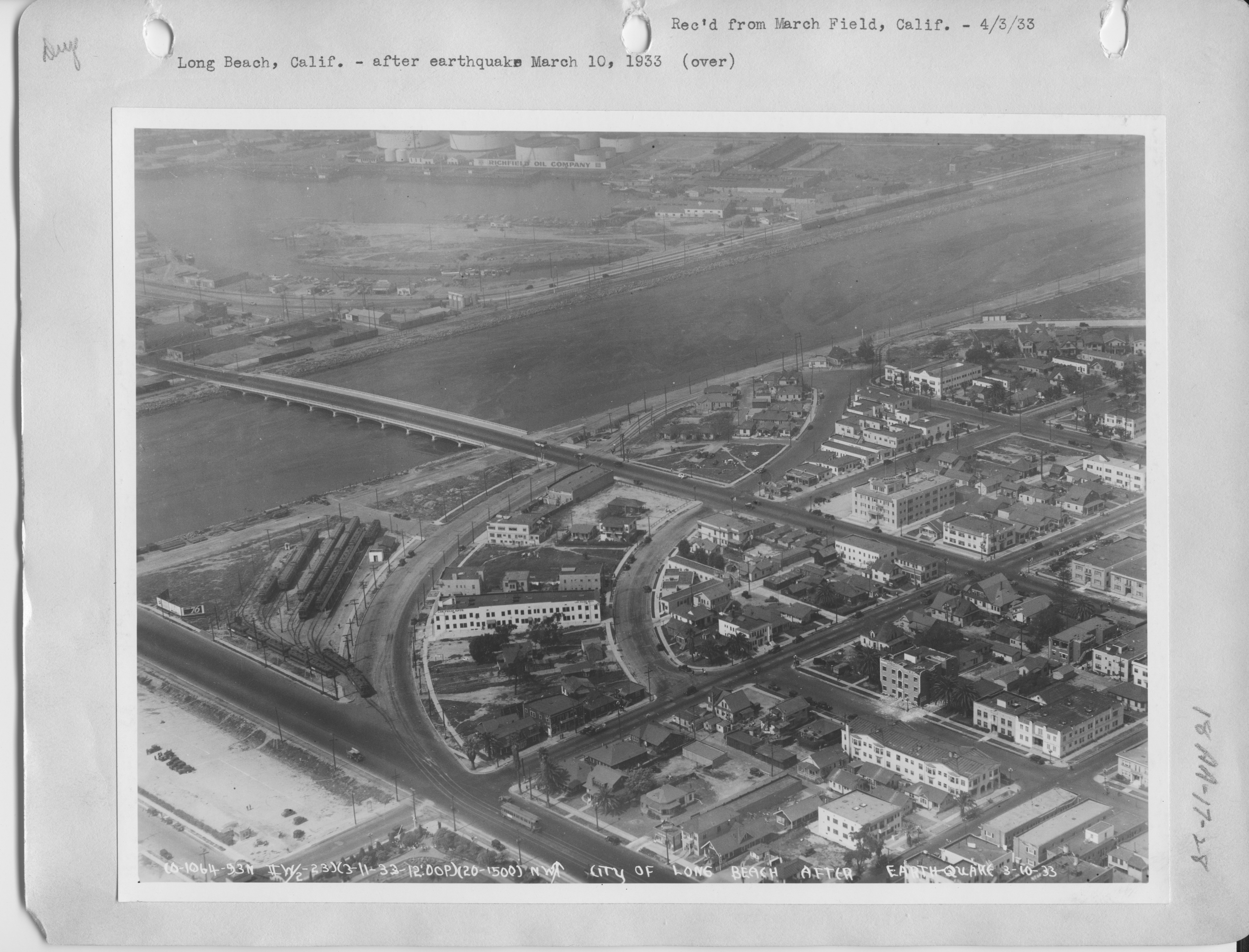
Long Beach
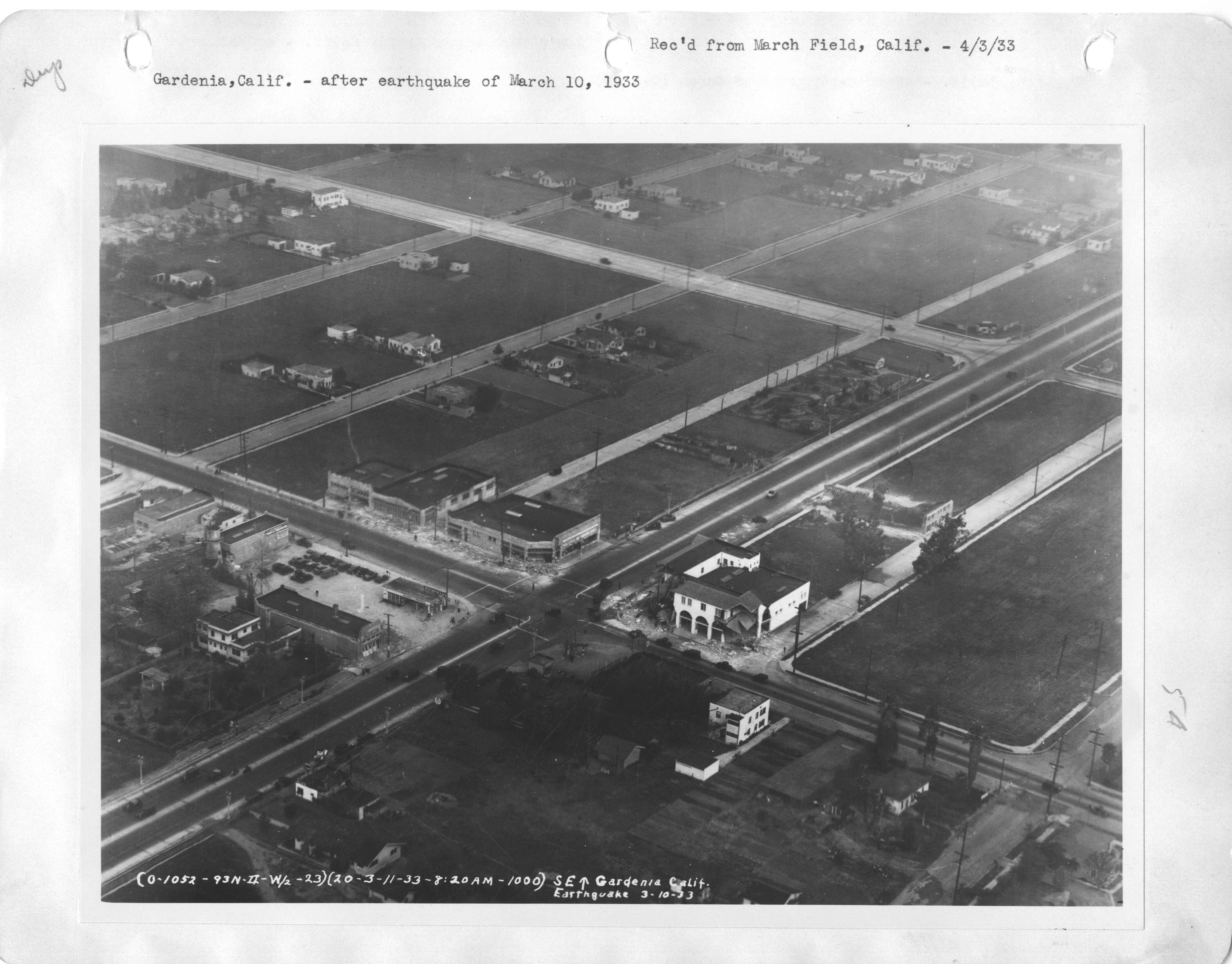
Gardena
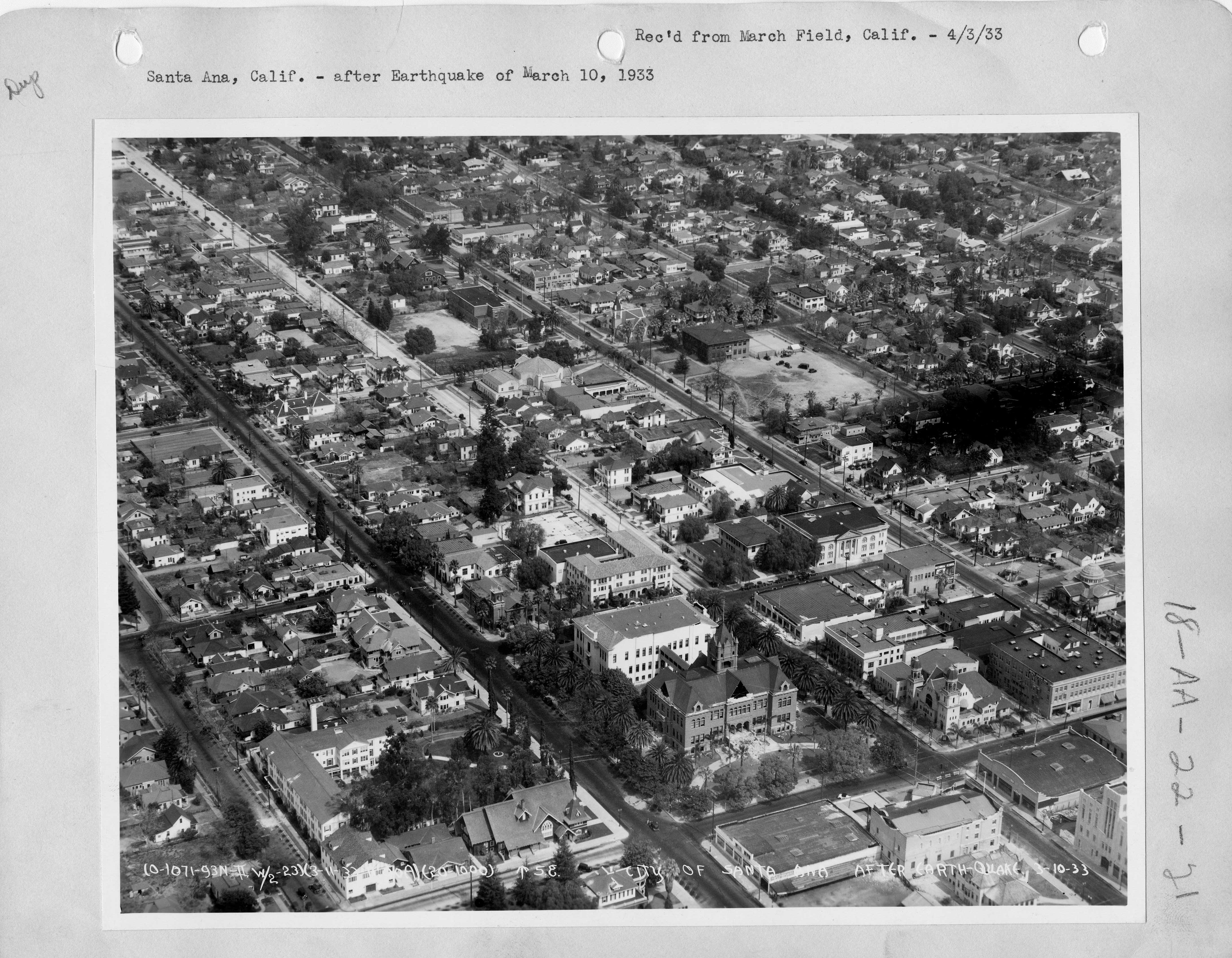
Santa Ana